# 轉會 (足球)
轉會（transfer）在英式足球而言是一種球會與球會之間交易球員的活動，代表將一名球員的註冊由一間球會轉移到另一間球會。通常球員只可以在轉會窗開放期間及按主管團體的規例進行轉會交易。

## 轉會費
當一名球員在與球會訂立契約的約束下，他只能獲得球會同意中止契約後才能離隊。作為一種補償，球員轉投的新球會通常需要付出金錢予前屬球會，這筆補償金稱為「轉會費」。作為交易的一部分，一定比例的金額可能付予相關交易的球員本身或其代理人，而詳細的百分率則按所屬的主管團體的規例而定。
根據歷史事實，球員在約滿後離隊，其前屬球會仍然收取轉會費，當欧洲联盟判決收取約滿球員轉會費是違法限制工人自由轉職，依據博斯曼法案而終止這項不合理的慣例。但歐洲足協規例仍然訂明在23歲以下的球員轉會，無論是否約滿，前屬球會一定可以收取一筆費用，維護培育青年球員的低收入球會。如雙方未能就補償金額達成協議，則需由法庭進行仲裁。
轉會亦會涉及部分-交換形式，即交易球會雙方交換一名以至多名球員，並以金錢補償差額。支付轉會費的形式包括：
- 以球員轉會後球員的成績而定的條款（例如在球員轉會後首季射入20球或以上加付金額，或達到一定出場次數指標等……）
- 以球員轉會後球隊的成績而定的條款（例如球隊獲得升班，或取得國際賽參賽資格等……）
- 附加球員轉售獲利條款，一般稱為「轉售分紅」（sell-on fee）
- 舉辦友誼賽，由賣方球會收取門劵收入
- 其他的互惠安排，例如買方球會同意協助賣方球會改善訓練設施或共用資源和教練等……
- 在低級聯賽層面，轉會費可以收取物品支付，通常是球衣或相關用品等……

此外，單一筆費用同時以用作購入多名球員的註冊。

### 國際足協團結機制
2003年10月19日國際足協發表規例及附件蓋括訓練補償及訂定國際間球員轉會的團結機制。
如一名在23歲以下的球員於契約期間轉會，其第二次轉會涉及的轉會費金額中的一定比例（5%）將會分發予培這名球員的一間或多間球會，在這名球員於12至23歲期間效力的球會可按效力年期的比例分紅。這個5%分紅團結機制的本質是對培育球會投資的回報。

## 預約合同
有時報導會稱某球員已與某球會簽署預約合同（pre-contract），不管名稱，預約合同是一張契約但並非有約束力的的轉會契約。一間與球員簽訂預約合同的球會可以將協議轉售給另一間球會，最著名的例子是買斷米基爾與曼聯簽訂的預約合同。

## 身體檢驗
球員在轉會交易前通常需要接受醫學檢查及或體能測試，有時會找到以前沒有發覺的隱疾，轉會交易因而拉倒或大幅削減轉會費金額。

## 轉會禁令
足球主管團體的國際足協對屬會的其中一種處分是施行轉會禁令。
2004年法籍中堅菲利普·梅克斯在與歐賽爾仍然有約在身下轉投羅馬，後者被國際足協在2005年9月1日開始禁止買賣球員一年。同年12月羅馬向国际体育仲裁院提出上訴，獲判減刑至1月轉會窗後終止。
同時FIFA規定只有18歲以上的球員才能跨國轉會，除非滿足以下3個特殊條件：
- 1.該球員雙親的移民原因為「非足球相關」
- 2.俱樂部雙方皆位於歐盟區或是歐洲經濟區，並且球員年滿16歲
- 3.該球員住在距離俱樂部100公里以內。

## 最高轉會費

### 教練

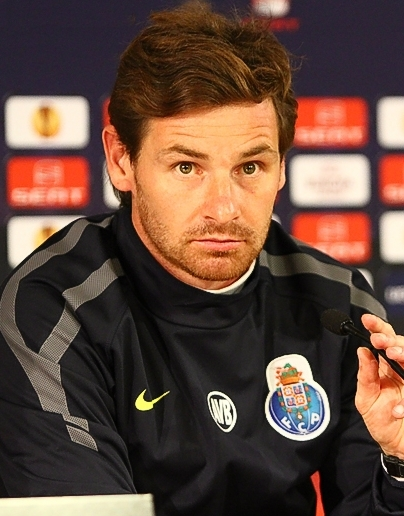
安德烈·維拉斯-波亞斯 was purchased by Chelsea from Porto for a record breaking fee in 2012.

教練部分，如下表
| 排名 | 球员                 | 由             | 至           | 转会费 （百万£） | 转会费 （百万€） | 年份 |
| ---- | -------------------- | -------------- | ------------ | ---------------- | ---------------- | ---- |
| 1    | 安德烈·維拉斯-波亞斯 | 波尔图         | 切尔西       | £13.3            | €15              | 2011 |
| 2    | 若泽·穆里尼奥        | 国际米兰       | 皇家马德里   | £6.8             | €8               | 2010 |
| T-3  | Mark Hughes          | 布莱克本流浪者 | 曼彻斯特城   | £5               | €6.2             | 2008 |
| T-3  | 布伦达·罗杰斯        | 斯旺西城       | 利物浦       | £5               | €6.2             | 2012 |
| 5    | 阿兰·帕德鲁          | 纽卡斯尔联     | 水晶宫       | £3.5             | €4.4             | 2015 |
| 6    | 曼努埃尔·佩莱格里尼  | 比利亞雷阿爾   | 皇家马德里   | £3.4             | €4               | 2009 |
| 7    | 卡洛·安切洛蒂        | 巴黎圣日耳曼   | 皇家马德里   | £3.3             | €3.8             | 2013 |
| T-8  | 史蒂夫·布鲁斯        | 伯明翰         | 威根竞技     | £3               | €3.4             | 2007 |
| T-8  | 史蒂夫·布鲁斯        | 威根竞技       | 桑德兰       | £3               | €3.4             | 2009 |
| 10   | [ 14 ]               | 體育CP         | 摩納哥       | £2.3             | €3               | 2014 |
| T-11 | 哈里·雷德克纳普      | 朴茨茅斯       | 托特纳姆热刺 | £2               | €2.5             | 2008 |
| T-11 | 罗伯托·马丁内斯      | 斯旺西城       | 威根竞技     | £2               | €2.5             | 2009 |
| T-11 | 托尼·莫布雷          | 西布罗姆维奇   | 凯尔特人     | £2               | €2.5             | 2009 |
| T-11 | 罗伊·霍奇森          | 富勒姆         | 利物浦       | £2               | €2.5             | 2010 |
| T-15 | 亚历克斯·麥克萊什    | 伯明翰         | 阿士東維拉   | £2               | €2.2             | 2011 |
| T-15 | 罗伯托·马丁内斯      | 威根竞技       | 埃弗顿       | £2               | €2.2             | 2013 |
| 17   | 若泽·穆里尼奥        | 波尔图         | 切尔西       | £1.7             | €2.5             | 2004 |
| T-18 | [ 22 ]               | 莱斯特城       | 凯尔特人     | £1               | €1.1             | 2000 |
| T-18 | 大衛·莫耶斯          | 普雷斯顿       | 埃弗顿       | £1               | €1.1             | 2002 |
| T-18 | 亚历克斯·麥克萊什    | 蘇格蘭         | 伯明翰       | £1               | €1.1             | 2007 |
| T-18 | 欧文·科尔            | 伯恩利         | 博尔顿       | £1               | €1.1             | 2010 |
| T-18 | 克里斯·休顿          | 伯明翰         | 诺里奇城     | £1               | €1.1             | 2012 |

## 外部連結
- Transfer regulations of FIFA (PDF)
- The anatomy of a transfer deal （页面存档备份，存于） by BBC Sport
- Guide to football transfers